# 구라오촌
구라오촌(倉尾村)은 사이타마현의 서부 지치부군에 속했던 촌이다.

## 지리
- 현재의 오가노정에 해당한다.

## 역사
- 1889년 4월 1일 - 정촌제 시행에 의해 지치부군 구라오촌이 성립하였다.
- 1956년 3월 31일 - 오가노정, 미타가와촌과 합병해, 오가노정이 신설되었다.

## 관련문헌
- 「藤倉村」『新編武蔵風土記稿』 巻ノ261秩父郡ノ14、内務省地理局、1884年6月。NDLJP:764014/41。
- 「日尾村」『新編武蔵風土記稿』 巻ノ261秩父郡ノ15、内務省地理局、1884年6月。NDLJP:764014/46。